# Julia Platt

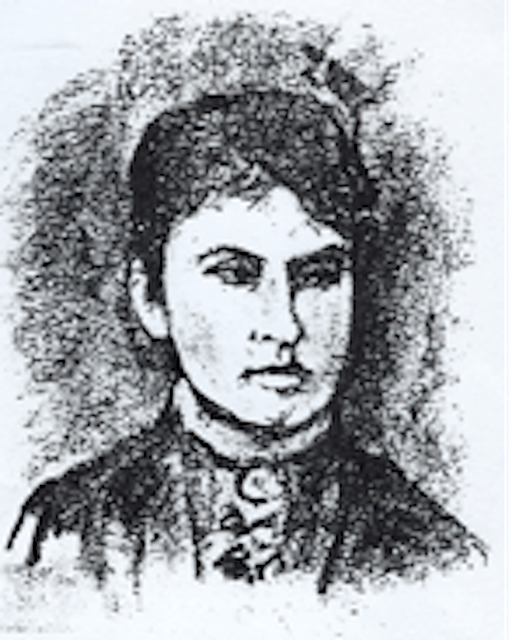
Julia Platt, 1882

Julia Barlow Platt (* 14. September 1857 in San Francisco; † 1935) war Wirbeltierembryologin und Politikerin.
Sie studierte u. a. in Vermont und an der Harvard University und wurde 1898 in Freiburg im Breisgau promoviert. Sie bearbeitete die Embryogenese, insbesondere die Kopfentwicklung, von Haien und Schwanzlurchen. Ihr gelang der Nachweis der Beteiligung ektodermaler Zellen (in diesem Fall Zellen der cranialen Neuralleiste) an der Knorpelbildung von Schädelelementen. Dies widersprach der Keimblattlehre und rief starken Widerspruch in der Forschergemeinde hervor. Weitere Bearbeiter unterstützten ihre Beobachtungen, die endgültige Bestätigung erfolgte durch die Arbeiten von Sven Hörstadius und Sven Sellman.
Julia Platt fand trotz ihrer hohen Zahl an eigenständigen wissenschaftlichen Veröffentlichungen keine dauerhafte Anstellung an einer Universität. Sie wurde aktiv in der Lokalpolitik und wurde 1931 zur Bürgermeisterin von Pacific Grove gewählt.

## Ausgewählte Publikationen
- Platt, J. B. (1890): The Anterior Head-Cavities of Acanthias (Preliminary Notice), In: Zool. Anz. 13: 239
- Platt, J. B. (1892): Fibres connecting the Central Nervous System and Chorda in Amphioxus, In: Anatomischer Anzeiger 7: 282–284
- Platt, J. B. (1893): Ectodermic Origin of the Cartilages of the Head, In: Anat. Anz. 8: 506–509
- Platt, J. B. (1894): Ontogenetische Differenzierung des Ektoderms in Necturus, In: Archiv mikr. Anat. 43: 911–966
- Platt, J. B. (1894): Ontogenetic Differentiations of the Ectoderm in Necturus, In: Anat. Anz. 9: 51–56
- Platt, J. B. (1898): The development of the cartilaginous skull and of the branchial and hypoglossal musculature in Necturus, In: Morphol. Jahrb. 25: 377–464

## Weiterführende Literatur
- Zottoli, S. (1994): "Julia B. Platt (1857-1935): Pioneer comparative embryologist and neuroscientist", Brain, Behav. Evol. 43: 92–106

| Personendaten    | Personendaten                                          |
| ---------------- | ------------------------------------------------------ |
| NAME             | Platt, Julia                                           |
| ALTERNATIVNAMEN  | Platt, Julia Barlow (vollständiger Name)               |
| KURZBESCHREIBUNG | US-amerikanische Wirbeltierembryologin und Politikerin |
| GEBURTSDATUM     | 14. September 1857                                     |
| GEBURTSORT       | San Francisco                                          |
| STERBEDATUM      | 1935                                                   |